# Isola di Santo Stefano (traghetto)
L'Isola di S. Stefano è un traghetto bidirezionale appartenente alla compagnia di navigazione italiana Delcomar.

## Propulsione
Il traghetto non è dotato delle classiche eliche ma di un sistema di propulsione denominato Voith Schneider (uno posizionato a prua e uno a poppa), che gli conferisce un'estrema manovrabilità.

## Servizio
Varato il 12 luglio 1991 nel cantiere navale Fincantieri di Palermo con il nome di Isola di S. Stefano e consegnato il 23 marzo 1992 alla Saremar, prende servizio sulla Palau-La Maddalena.
Nel 2016 viene acquistato dalla Delcomar, continuando ad operare sulla stessa rotta.
Dal 10 marzo al 18 aprile 2025 viene sottoposto a lavori di manutenzione ordinaria nei cantieri navali di Genova. Successivamente torna regolarmente in servizio sulla Palau-La Maddalena.

## Navi gemelle
• Isola di Caprera